# Rémségek kicsiny boltja (televíziós sorozat)
A Rémségek kicsiny boltja (angolul: Dr. Zitbag's Transylvania Pet Shop, franciául: Docteur Globule) francia–brit televíziós rajzfilmsorozat, amelynek alkotója Tony Barnes. A műsort eredetileg a TF1 sugározta, később angol közönség előtt is bemutatták. Az Egyesült Királyságban az ITV kezdte el vetíteni 1994. június 20-tól öt évadon át egészen 1997. augusztus 21-ig. A rajzfilmet a Bolgár Nemzeti Televízió is műsorára tűzte 1997-től 2000-ig, ez idő alatt igen népszerűvé vált. Bulgáriában др.Злобил (Dr. Zlobil) címmel futott.
A sorozat képregény változatát a Buster magazin közölte 1994 novemberétől két éven át egészen 1996-ig. A 2000-es évek elején a Nickelodeon ismételte a rajzfilmet.
A rajzfilm története végig Erdélyben játszódik, ennek ellenére a magyar szinkronban mindvégig Transzilvánia név alatt fordították ezt.

## Történet
Dr. Zitbag egy kisállatboltban volt eladó, de mivel nem volt túl jó eladó, ezért kirúgták. Így hát elkezdett háziállatokkal kísérletezni, majd elhatározta, hogy létrehozza a saját kisállat boltját egy elátkozott kastélyban, amit egy csontváz kutyával, Horrifidoval oszt meg.

## Karakterek
- Dr. Sidney Zitbag – A fő karakter a rajzfilmben, ő egy őrült tudós típusú karakter, aki a világ legjobb kisállat bolt tulajdonosa akar lenni, de a tervei nem mindig működnek, és általában balesetek érik. (magyar hangja: Varga T. József)

- Horrifido – Horrifido az elvarázsolt kastély tényleges tulajdonosa, ahol Dr. Zitbag létrehozta a Pet Shopját. Ő egy csontváz kutya, zöld denevér szárnyakkal, aki most Dr. Zitbag asszisztenseként dolgozik. Néha Horrifido egy rózsaszín gallérral látható a nyaka körül. (magyar hangja: Szokol Péter)

- Naftalin nővérek (The Exorsisters) – A Naftalin nővérek Dr. Zitbag szomszédai, akik ikrek és Frankenstein menyasszonyára hasonlítanak. Dr. Zitbag mindig megpróbálja őket meggyőzni. Sinistra, akinek lila csíkok vannak a hajában gyakran elutasítja Dr. Zitbag-et, de Bimbella, akinek fehér csíkok vannak a hajában inkább hajlandó adni neki egy esélyt. (magyar hangjuk: Simon Eszter és Náray Erika)

- Zombinyuszi (Zombunny) – Zombinyuszi egy zombi nyúl, bár sohasem tűnik úgy mintha mozogna, az idő nagy részében Dr. Zitbag és Horrifido a kísérleteihez használja őt.

- Deadbeat (Officer Deadbeat) – Deadbeat a helyi rendőrtiszt, Dr. Zitbag ellentéte, úgy tűnik, hogy nincs nyaka így a feje lebeg. Ő személyesen neheztel Dr. Zitbagre, mert azt hiszi, hogy ő egy orvos, akit valaha letartóztattak. A végső célja az, hogy megszerezze az elvarázsolt kastélyt és az legyen majd az új rendőrség, de erre nagyon kicsi az esély, mert elég gyakran kap ütéseket a fejére. (magyar hangja: Albert Péter)

- Sherman Vermin professzor (Professor Sherman Vermin) – (magyar hangja: Holl Nándor)

## Epizódok
Az összesen 65 epizódból álló sorozatól mindössze tizenkét rész jelent meg videón, mivel a rajzfilm nem volt elég népszerű. Ezek voltak az első évad epizódjai 1994-ben, a többi negyven (1995-1997) soha nem jelent meg semmilyen adathordozón.
1. Welcome To The Transylvania Pet Shop
2. Grime Does Not Pay
3. Food Glorious Pet Food
4. Bringing Up Horribaby
5. Every Dog Has Its Show
6. Ants In Your Pants
7. Bungle in the Jungle
8. Pirate Parrot
9. Double Trouble
10. Halloween Horse Race
11. Where Mouse?
12. Gorilla Thriller

## Fordítás
- Ez a szócikk részben vagy egészben  a   Dr. Zitbag's Transylvania Pet Shop című angol Wikipédia-szócikk fordításán alapul.  Az eredeti cikk szerkesztőit annak laptörténete sorolja fel. Ez a jelzés csupán a megfogalmazás eredetét és a szerzői jogokat jelzi, nem szolgál a cikkben szereplő információk forrásmegjelöléseként.